# Carel Goseling

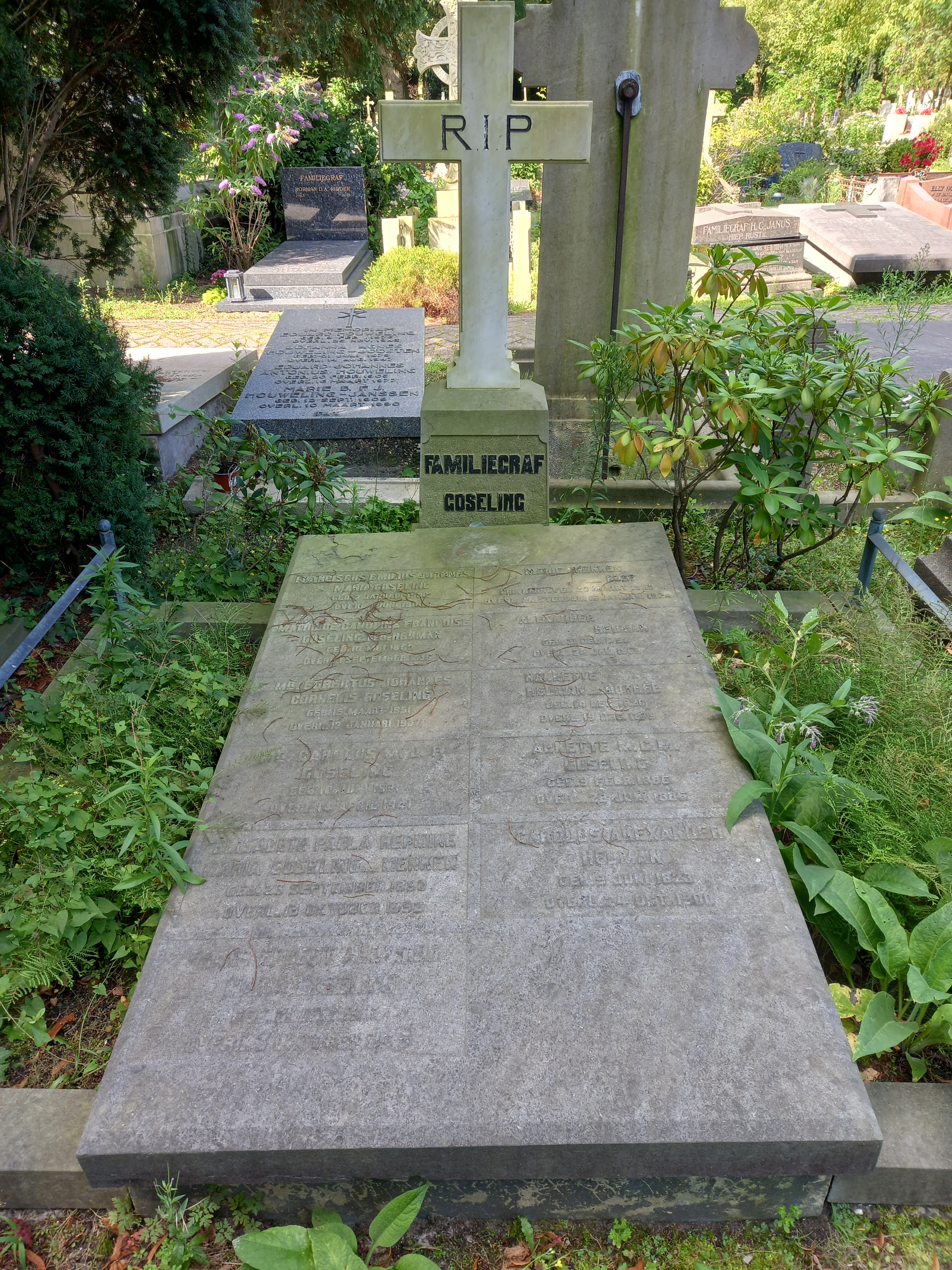
Het graf van Carolus Maria (Carel) Goseling in het familiegraf Goseling op Begraafplaats Buitenveldert

Carolus Maria Joannes Franciscus (Carel) Goseling (Amsterdam, 10 juni 1891 - Buchenwald, 14 april 1941) was advocaat in Amsterdam en politiek leider voor de in 1926 opgerichte Roomsch-Katholieke Staatspartij (RKSP). Hij kwam op 28-jarige leeftijd in de Tweede Kamer waar hij voor zijn partij de terreinen justitie, economische zaken en defensie behartigde. Hij werd fractievoorzitter en in 1937 minister van Justitie in het vierde Kabinet Colijn. Ook stond hij bekend als vernieuwer van zijn partij.

## Politiek
Bij benoeming als lid van de Tweede Kamer verving Goseling Charles Ruijs de Beerenbrouck. Goseling was uit ander hout gesneden. Hij was er in 1937 voorstander van, tegen de zin van minister-president Hendrikus Colijn, dat er een einde kwam aan de regeringssamenwerking van confessionelen met liberalen.

### Vluchtelingenbeleid
Als Minister zette hij het terughoudende toelatingsbeleid voor vluchtelingen voort dat door het eerste kabinet Colijn was ingezet en in die jaren vooral (politieke) asielzoekers uit Nazi-Duitsland betrof. In 1938 werden in Nederland toegelaten vluchtelingen met onvoldoende bestaansmiddelen met terugwerkende kracht ongewenst verklaard, de Nederlandse ambassade in Berlijn kreeg opdracht geen visa meer te verstrekken. Na de Kristallnacht van 8 op 9 november 1938 riepen bezorgde intellectuelen verenigd in het Comité van Waakzaamheid, de minister en minister-president op het asielrecht te herstellen, maar vluchtelingen uit Duitsland werden aan de grens teruggestuurd.

### Inperking recht van vereniging en vergadering
In 1939 werd een wetsvoorstel van Goseling aangenomen, het grondrecht van vereniging en vergadering voor vreemdelingen sterk in te perken. Het Strafrecht werd veranderd, De rechter kon nu een vereniging verbieden als die strijdig was met de openbare orde en de politie mocht optreden tegen vergaderingen waar buitenlanders aanwezig waren. Vreemdelingen mochten niet meer het woord voeren op politieke bijeenkomsten.

### Zaak Oss
In 1938 ontstond nationaal beroering over het besluit van minister Goseling, per direct de opsporingsbevoegdheid te schorsen van een marechaussée-brigade en de ambtenaren gedwongen over te plaatsen. De brigade was eerder uit het protestante Noorden naar Oss verplaatst om de criminaliteit aan te pakken en rolde de beruchte Bende van Oss op. Ze waren volgens de katholieke minister hun bevoegdheden te buiten gegaan in opsporingsonderzoeken waarbij onder andere een fabrikant betrokken was, voormalig regeringscommisaris, verdacht van het plegen van seksueel geweld tegen  ondergeschikten, een bankier op verdenking van grootschalige verduistering en oplichting en twee r.k. geestelijken wegens het plegen van zedendelicten. Berichtgeving in sommige kranten werd door de minister als ongezond bestempeld. De zaak Oss werd vanuit de protestantse zuil en door de N.S.B. gezien als bewijs van de macht van de katholieke kerk boven de staat, de Nationaalsocialisten speelden de zaak consequent hoog op, zover dat het in maart 1939 zelfs tot een handgemeen in de Tweede Kamer kwam waarbij kamerleden van NSB en RKSP betrokken waren. De Tweede Kamer stelde een parlementaire onderzoekscommissie in onder leiding van ARP'er Jan Schouten. De meerderheid van de Tweede Kamer nam de conclusie van deze commissie over dat de minister weliswaar te goeder trouw was geweest, maar zijn beslissing niet voldoende kon worden onderbouwd. Kort na stemming in de Tweede Kamer kwam het kabinet ten val vanwege het financiële beleid en kwam Goseling niet voor de vraag te staan of hij politieke consequenties moest trekken. Binnen de Koninklijke Marechaussee werd dat wel gedaan, meerdere brigadiers kozen naderhand de kant van de N.S.B..

### Wilde Bussen
Onder Goseling was het busondernemingen bij Wet Openbare Vervoermiddelen verplicht gesteld, een vergunning te hebben voor het vervoer van personen op vaste lijndiensten. De hoogste rechter haalde deze vergunningplicht onderuit en verklaarde de regeling onverbindend, de staat mocht het vrije ondernemerschap hier niet belemmeren.

## Gijzelaar Nazi's
In augustus 1939 werd Goseling gemobiliseerd als reserve-kapitein. Na de capitulatie van Nederland werd hij als vooraanstaande Nederlander door de Nazi's opgepakt als vergeldingsmaatregel, hij was een zogenaamde Indische gijzelaar. Hij werd met anderen, waaronder kamerleden Willem Drees en Marinus van der Goes van Naters en de Procureur Generaal uit de zaak-Oss, baron E. Speyart van Woerden, geïnterneerd in concentratiekamp Buchenwald, waar hij in april 1941 in het ziekenhuis overleed als gevolg van de gruwelijke omstandigheden in het kamp.